# Bazinul Secașului Mic

## Poziția geografică
Situat în partea sud-vestică a Depresiunii Transilvaniei, în Podișul Secașelor, bazinul hidrografic al Secașului Mic (Secașul de Târnavă) ocupă o suprafață de 356 km2 și se extinde mai mult longitudinal, între 23o40’-24o2’ longitudine estică și 40o3’-46o10’ latitudine nordică.
Cumpăna de ape care formează limita bazinului, are aspect sinuos datorită eroziunii regresive a afluenților săi. În partea dreaptă urmărește vârfurile dealurilor Coasta Zăpodiei (393 m), D. Vârtopului (465 m), D. Verigerului (482 m), D. Comenzii (495) și Măg. Plarii (522 m), iar în cea stângă pe cele ale D. Scaun (398 m), Măg. Straja (548 m), D. Ghirbomului (474 m), D. Mare (492 m), D. Gruiului (520 m) și Măg. Copaciului (580 m).

## Constituția geologică
Depresiunea Transilvaniei, unitate în interiorul căreia se află bazinul Secașului Mic, s-a format și a evoluat pe un fundament rigid, scufundat la peste 3.000 m adâncime, peste care s-au depus strate sedimentare. 
Fundamentul cristalino-mezozoic, constituit din paragnaisuri cu muscovit și biotit, micașisturi, șisturi cuarțitice cu granați, calcare cristaline etc., a suferit o scufundare lentă, începând din cretacicul superior, până în pliocen. Cercetările recente, bazate pe foraje de mare adâncime, însoțite de date seismologice, gravimetrice și magnetice, au demonstrat faptul că formațiunile fundamentului sunt cutate sub formă de solzi.  
Depozitele care formează cuvertura sedimentară a Depresiunii Transilvaniei s-au acumulat în timpuri geologice, distingându-se cinci cicluri de sedimentare: senonian, paleogen, burdigalian, tortonian-sarmațian și pliocen. Însă, în regiunea bazinului Secașului Mic extindere deosebită au numai depozitele ciclurilor: paleogen (depozitele oligocene = conglomerate, gresii roșii și vărgate și nisipuri), tortonian-sarmațian (depozitele sarmațiene = marne, marne nisipoase și nisipuri) și pliocen (depozitele pannoniene = nisipuri cuarțoase și micacee, argile marnoase și pietrișuri). 
Depozitele pleistocene (pietrișuri și nisipuri), întâlnite cu precădere pe stânga Secașului Mic, intră în componența teraselor, iar cele holocene (nisipuri și pietrișuri aluvionare), în componența luncilor.

## Caracteristicile reliefului

### Aspecte morfometrice și morfografice
Bazinul Secașului Mic are o suprafață de 356 km², cu lungimea de 32 km și lățimea medie de 11 km. Altitudinea medie a reliefului este de 367 m, cea maximă de 580 m, în Măgura Copaciului, iar cea minimă de 229 m, la vărsarea Secașului Mic în Târnavă. Peste jumătate din suprafața acestuia are altitudini cuprinse între 300 și 400 m.
Configurația bazinului este marcată de o puternică asimetrie, cu un coeficient de 1,31, suprafața versantului drept fiind de 290 km² (83%), iar cea a versantului stâng de 60 km² (17%).
Densitatea fragmentării are valori cuprinse între 0 și 3,6 km/km². Valorile de sub 1 km/km² sunt predominante, ocupând o suprafață de circa 165 km² (47% din total), corespunzătoare interfluviilor și podurilor de terasă și numai rar este depășită valoarea de 2,5 km/km², în ariile de confluențe și în bazinele de recepție ale torenților. În general, valori mai ridicate se întâlnesc la confluențele afluenților cu Secașul Mic și în bazinele superioare ale acestora, unde au loc intense procese de eroziune.
Energia reliefului are valori moderate, nedepășind 200 m. Valori mici ale energiei de relief (sub 50 m) sunt caracteristice majorității suprafețelor, corespunzând culoarelor largi de vale, teraselor, dar și cursurilor superioare ale afluenților, iar cele mai ridicate, cuprinse adesea între 50 și 100 m sunt caracteristice părților superioare ale versanților.
Suprafețele orizontale și slab înclinate, cu valori ale pantelor sub 6, reprezintă 37% din teritoriul bazinului, totalizând circa 130 km2, iar cele puternic și foarte puternic înclinate, cu pante de 12 și chiar 24, reprezintă doar 6% din total, fiind mai des întâlnite pe versantul drept al bazinului și în bazinetele afluenților Păuca, Hăncii, Trecătoarea, Henig și Valea Largă.
Trăsăturile morfografice de ansamblu ale reliefului din bazinul Secașului Mic sunt date de tipurile de interfluvii, versanți, martori de eroziune și văi.

### Interfluviile
Teritoriul analizat este dominat de interfluviile cu aspect rotunjit, a căror lungime totală este de aproximativ 265 km. Din acestea, interfluviul care formează limita bazinului (pe o lungime de circa 110 km) are aspect dantelat (mai evident pe culmea din dreapta bazinului) ca urmare a eroziunii regresive a afluenților Secașului Mic.
În interiorul bazinului, interfluviile din stânga Secașului Mic sunt prelungi și paralele, cu înclinarea generală pe direcția SV-NE.
Pe interfluvii se disting martori de eroziune cu aspect rotunjit, al căror altitudini se înscriu în nivelul general al suprafeței de nivelare a Secașelor (450-550 m alt.). Numai în extremitatea sud-estică se întâlnesc două culmi cu altitudini de peste 550 m (Măg. Copaciului, 580 m și 567 m) care sunt martori de eroziune ai suprafeței de nivelare Amnaș 550-620 m alt.).
Văile afluente de pe stânga Secașului Mic sunt mai lungi, paralele între ele și consecvente, fiind conforme cu înclinarea generală a stratelor geologice (pe direcța SV-NE), iar cele ale afluenților de pe dreapta, sunt scurte și obsecvente.
În general văile afluenților direcți ai Secașului Mic sunt simetrice, dar există și văi asimetrice create de cursurile de ordinul 1, care au orientări diferite de înclinarea substratului geologic.
În sistemul de clasificare Horton-Strahler am identificat patru ordine de mărime a rețelei hidrografice, ale căror valori pot fi atribuite și văilor drenate de cursurile respective.
Din categoria văilor de ordinul 4 face parte doar valea Secașului Mic, începând de la confluența cu Valea Lunca Satului și până la vărsare. Ea este largă, subsecventă, cu versantul drept mai abrupt.
Văile de ordinul 3 aparțin unor afluenți de pe stânga Secașului Mic (Lunca Satului, Păuca, Valea lui Sânui, Ohaba, Gârbău și Valea Largă) și au lungimi care variază între 3 și 8,5 km.
Văile de ordinul 2 sunt fie ale afluenților direcți ai Secașului Mic (Trecătoarea, Gârdan, Ungurei, Bolânda, Henig ș.a.), fie ale celor de ordinul 3. Sunt în număr de 30 și au lungimi cuprinse între 0,8 și 8 km.
Văile de ordinul 1 au lungimi în general reduse, dar pot atinge chiar 3-5 km.
Versanții din bazinul Secașului Mic se încadrează în cea mai mare parte în tipul de versanți complecși (rezultați din îmbinarea, în proporții diferite, a celor trei forme: convexă, dreaptă și concavă) și în trepte, cu pante cuprinse între 6 și 12o, uneori mult mai mari. În lungul lor, în multe cazuri, apar rupturi de pantă, de formă predominant convexă, cauzate de deplasarea laterală a văilor. În partea superioară a versanților se constată o îmbinare între sectoarele concave și cele drepte, iar în partea mijlocie și inferioară predomină cele drepte și convexe.
Versanții din dreapta bazinului au orientări generale sud-vestice și sudice, dar au în proporții reduse și orientări sud-estice, vestice și chiar nordice, în funcție de direcția de curgere a unor afluenți.
Versanții din stânga bazinului au orientări nord-vestice și vestice, pe partea dreaptă a văilor afluente Secașului Mic și sud-estice și estice, pe stânga acestora. Versanții cu expoziție nordică sunt frecvenți în apropierea cumpenei de ape a bazinului. 
Terasele. În urma unor studii aprofundate, N. Raboca (1976, 1997) a delimitat în bazinul Secașului Mic următoarele nivele de terasă: nivelul de 9-10 m, în cuprinsul localităților Secășel, Roșia de Secaș și Broșteni; nivelul de 18-25 m, între localitatea Broșteni și confluența Secașului Mic cu Valea Berghinului, în apropierea satului Secășel și în aval de Roșia de Secaș; nivelul de 30-45 m, pe dreapta Văii Păuca, în perimetrul satelor Roșia de Secaș, Tău etc.; nivelul de 50-65 m, în bazinul inferior al Secașului Mic, în aval de confluența cu Valea Gârbăului; nivelul de 70-85 m, prezintă pe toată lungimea râului fragmente mai puțin conturate; nivelul de 90-120 m se prezintă sub forma unor umeri cu elemente morfometrice caracteristice terasei și care se racordează cu nivelul inferior (de eroziune) al Secașelor, pe partea dreaptă a bazinului, în aval de localitatea Secășel.
Lunca Secașului Mic, constituită din depozite aluviale, se prezintă ca o fâșie continuă de-a lungul râului, cu lățimi care variază de la câțiva zeci de metri până la 2,5 km. Se ridică deasupra râului cu 0,5 - 4,5 m și este plată și uniformă în partea dinspre Secașul Mic și ușor înclinată la contactul cu terasele și versanții.
Datorită litologiei și materialelor aduse de pe versanți, lunca prezintă două zone înguste: în amonte de Roșia de Secaș și la Broșteni.

## Procesele de denudare
Pluviodenudarea și eroziunea în suprafață se manifestă în timpul ploilor torențiale pe aproximativ 40% din suprafața studiată, în special pe terenurile cultivate agricol de pe versații cu pante mai mari de 3-5o, pe râpele de desprindere și pe masa alunecată, neacoperită de vegetație.
Ravenarea și torențialitatea. În bazinul Secașului Mic rigolele, ravenele și ogașele, forme ale eroziunii lineare, se dezvoltă pe pantele cu înclinări ce depășesc 10°, formarea lor fiind favorizată și de situațiile existente la un moment dat în teren (brazdele rezultate în urma arăturilor, îmbinările concave existente în lungul pantei pe suprafețele versanților, diferitele drumuri sau cărări defectuos amplasate etc.). 
Ravenele și ogașele se întâlnesc atât independent cât și în cadrul organismelor torențiale și sunt mai frecvente în bazinetele superioare ale afluenților din stânga Secașului Mic (Gârbău, Ohaba, Păuca etc.) și pe pantele abrupte din dreapta râului și de la obârșie.
Organismele torențiale sunt frecvente mai ales în sectorul din dreapta Secașului Mic și mențin versanții într-o stare de dezechilibru. Formarea acestora este cauzată atât de factorii naturali (înclinarea mare a versanșilor, predominanța rocilor slab consolidate, regimul precipitațiilor etc.), cât și de cei antropici. Dintre activitățile umane care au stimulat instalarea și dezvoltarea torenților din bazinul Secașului Mic, menționăm: lucrările agricole executate pe linia de cea mai mare pantă (desfundări, arături etc.), defrișările, desțelenirile, pășunatul excesiv (mai ales pe versanții dealurilor din dreapta Secașului Mic - Coasta Zăpodiei, Vârtopului, Verigerului și Comenzii), trasările necorespunzătoare ale drumurilor etc. 
Alunecările de teren sunt procese cu rol deosebit în modelarea versanților și care, prin ponderea lor, ocupă locul întâi în cadrul deplasărilor de teren din bazinul Secașului Mic.
După adâncimea stratului afectat, alunecările de teren din regiunea analizată se împart în alunecări superficiale și alunecări profunde.
Alunecările superficiale – frecvente în preajma satelor Ungurei, Sădinca, Roșia de Secaș, Secășel ș.a. – se produc pe terenurile nisipoase a căror pantă depășește 10o, în urma ploilor de lungă durată sau ca urmare a înghețului și dezghețului primăvară și sunt de trei categorii:
a) Alunecările în brazde afectează pătura de sol pe terenurile din bazinul Secașului Mic acoperite cu pajiști secundare, până la o adâncime de aproximativ 1 m și au aspectul „cărărilor de oi“. Însă, se deosebesc de acestea prin geneză, mărimea brazdelor și prin răspândirea neregulată.
b) Alunecările lenticulare, frecvente pe versantul drept al Secașului Mic și în bazinetele pâraielor Lunca Satului, Păuca și Henig, sunt mai adânci și afectează atât pătura de sol cât și roca din substrat. Se produc predominant pe versanții cu valori ale pantelor între 12 și 20o și au la partea superioară o râpă de desprindere cu aspect semicircular. Materialul alunecat are aspectul unor valuri scurte, cu înălțimi reduse, dispuse pe versanți ca niște solzi. Alunecările lenticulare vechi prezintă un relief mai șters, fiind înierbate și uneori chiar luate în cultură.
c) Alunecările-surpări sunt legate de marile râpe de desprindere rezultate în urma alunecărilor profunde și s-au format prin ruperea și căderea pe pante a masei de teren, urmată de împingerea laterală pe un plan de alunecare. Partea alunecată prezintă un microrelief cu numeroase trepte și este străbătută de crăpături transversale.
Alunecările profunde sunt de două tipuri: glimee și sub formă de trepte.
a) Alunecările de tip glimee (grueți) afectează suprafețe restrânse în Bazinul Secașului Mic și, după raportul lor cu structura geologică, se împart în două categorii: 1. glimee insecvente, dezvoltate pe versantul drept al Secașului Mic, în perimetrele localităților Roșia de Secaș și Tău; 2. glimee consecvente, reduse ca număr, întâlnite în stânga râului, constau în antrenarea pe pante a pachetelor de strate.
b) Alunecările sub formă de trepte (ating adâncimi de     5-10 m) ocupă suprafețe restrânse în sectoarele mijlocii ale versanților dealurilor dintre localitățile Colibi și Secășel.
Curgerile noroioase au frecvență foarte redusă și se produc pe versanții cu pante mai mari de 15o în sectorul Roșia de Secaș – Broșteni și în bazinul Ghirbomului. Apar pe terenurile arabile și sunt asanate, în mare parte, toamna prin efectuarea arăturilor. 
Solifluxiunea, activată în perioada dezghețului de primăvară, se întâlnește frecvent pe versantul drept și în sectorul superior al bazinului Secașului Mic, pe versanții formați pe marne și argile unde creează microforme cu aspect de valuri.  
Surpările apar pe dreapta Secașului Mic, acolo unde se realizează un dezechilibru între pantă și rezistența la forfecare a rocilor și în urma extragerii rocilor de construcții, cum este cazul la Roșia de Secaș.